# Великовисківська волость
Великовисківська волость — історична адміністративно-територіальна одиниця Єлизаветградського повіту Херсонської губернії.
Станом на 1886 рік — складалася з 2 поселень, 2 сільських громад. Населення — 3394 особи (1614 особа чоловічої статі та 1780 — жіночої), 762 дворових господарства.
|                     | Площа, десятин | У тому числі орної, дес. |
| ------------------- | -------------- | ------------------------ |
| Сільських громад    | 7195           | 5733                     |
| Приватної власності | 679            | 140                      |
| Казенної власності  | 1287           | 411                      |
| Іншої власності     | 103            | 40                       |
| Загалом             | 10497          | 5582                     |

Найбільше поселення волості:
- Велика Виска — село при річці Велика Вись за 30 верст від повітового міста, 3314 осіб, 745 дворів, православна церква, єврейський молитовний будинок, 3 постоялих двори, базари щонеділі.